# Paradoks Olbersa

Paradoks Olbersa

Paradoks Olbersa – paradoks ukazujący sprzeczność pomiędzy obserwowanym ciemnym niebem nocnym a hipotezą, że nocne niebo powinno świecić jednostajnym blaskiem gwiazd je wypełniających. Dylemat ów był rozważany przez naukowców od dawna, jednak Heinrich Olbers nadał mu rozgłos formułując go w następujący sposób: Dlaczego w nocy niebo jest ciemne, skoro patrząc w każdym kierunku, patrzę na jakąś gwiazdę?.
Paradoks ten nie jest obecnie tak frapujący jak niegdyś – kiedy zakładano, że Wszechświat jest nieskończony (przestrzennie i czasowo) i jednorodny. Obecnie wiemy, że Wszechświat powstał w wyniku Wielkiego Wybuchu 13,82 miliardów lat temu, a zatem skończony jest jego wiek. Zatem nawet jeśli Wszechświat jest nieskończony przestrzennie, to ze względu na skończoną prędkość światła dociera do nas promieniowanie jedynie ze skończonego obszaru. Co więcej, z powodu ekspansji Wszechświata światło dalekich galaktyk jest osłabione (przesunięte ku czerwieni) tym bardziej, im dalej dane źródło się znajduje.
Olbers rozumował następująco:
Jeśli Wszechświat jest nieskończony i jednorodny, to patrząc w każdym kierunku, powinienem widzieć światło gwiazdy. Co prawda – gwiazdy im są dalej, tym słabiej świecą, jednakże jest to jedynie pozorny argument. Rozważmy trzy sfery o środku w Ziemi i promieniach równych odpowiednio a, 2a, 3a. Gwiazdy leżące pomiędzy sferą 2 i 3 świecą średnio cztery razy słabiej niż te położone pomiędzy sferą 1 i 2, ale też jest ich osiem razy więcej, ponieważ natężenie światła maleje proporcjonalnie do powierzchni sfery, a liczba gwiazd rośnie proporcjonalnie do objętości kuli, ograniczanej przez tę sferę.
Drugim kontrargumentem jest nieprzeźroczystość Wszechświata. Być może światło z odległych gwiazd nie dociera do nas, gdyż napotyka po drodze na jakieś przeszkody w postaci nieświecącej materii. I ten kontrargument możemy jednak zbić: zgodnie z pierwszym prawem termodynamiki owa zasłaniająca światło materia powinna się nagrzać i po odpowiednio długim czasie sama zacząć świecić.
Jeśli Wszechświat byłby zatem taki jak w założeniach Olbersa, noc wcale nie powinna być ciemna.
Alternatywne rozwiązanie paradoksu Olbersa podał Benoit Mandelbrot. Stwierdził on, że nie musimy koniecznie negować nieskończoności Wszechświata. Możemy zanegować jego jednorodność – materia według Mandelbrota nie jest rozłożona w przestrzeni jednorodnie, a fraktalnie. Dla kosmosu fraktalnego nie można zastosować modelu Friedmana, przewidującego jednorodną ekspansję Wszechświata.